# Манавгат (річка)
 Манавгат  (тур. Manavgat Nehri) або (грец. Melas) — річка в провінції Анталія, Туреччина.

## Географія та гідрологія
Витік річки знаходиться на східних схилах Західного Тавра. Далі Манавгат тече на південь по твердих породах уламкових серед каньйонів. У каньйонах річка живляться підземними джерелами. Після водоспаду Манавгат протікає по прибережній рівнині і в 3 км на схід від однойменного міста впадає в Середземне море. Витрата води в річці схильна до значних змін: від мінімальної 36 м3/с до максимальної — 500 м3/с, середня витрата води становить 147 м3/с. У басейні річки є багато печер, серед них печера Алтинбешік, відкрита геологом, професором Темучином Айгеном, що містить красиві озера, сталактити і сталагміти.

## Населені пункти на річці
Селище Синанходжа, місто Манавгат.

## Гідротехнічні споруди
На річці збудовані дві греблі. За 12 км на північ від водоспаду Манавгат знаходиться гребля Оймапінар, побудована в 1984 році і утворила водосховище площею близько 500 га. На південь від неї в 1987 році була побудована гребля Манавгат. Утворене нею водоймище має площу 900 га.

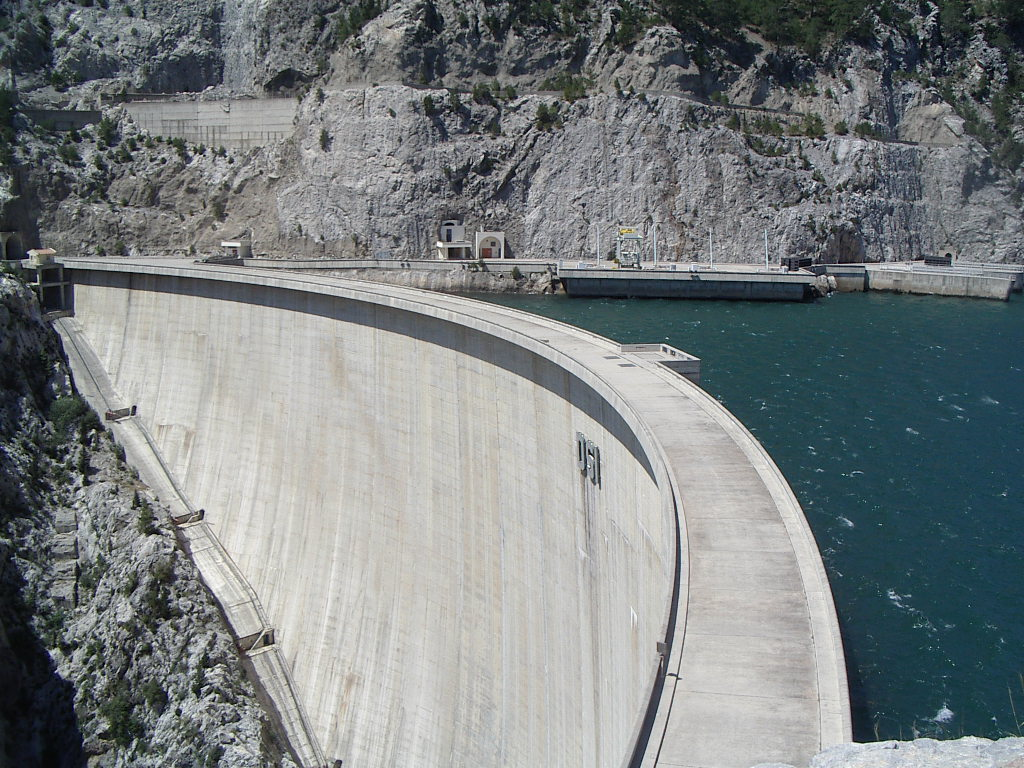
Гребля Оймапінар
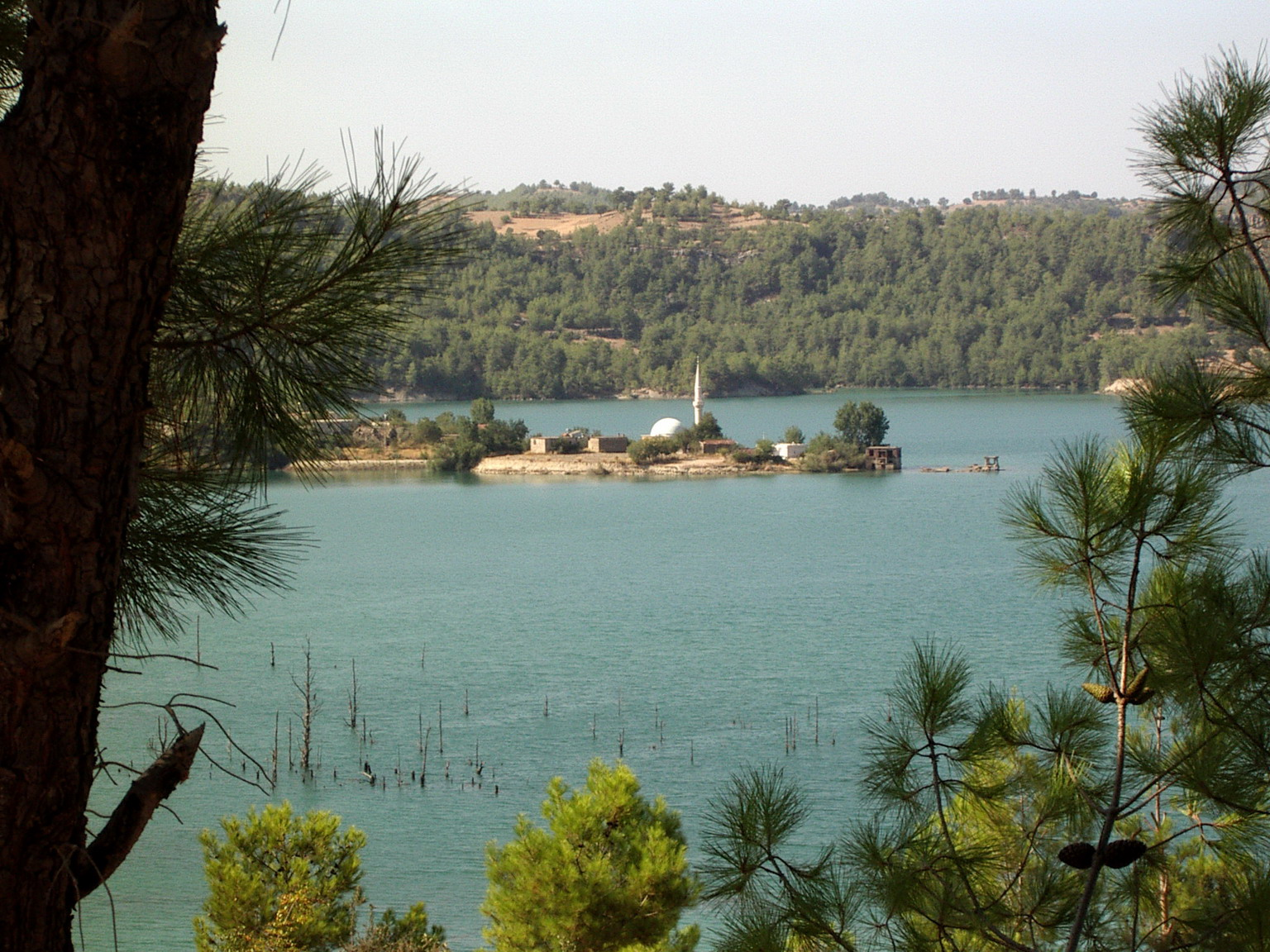
Водосховище біля греблі Манавгат
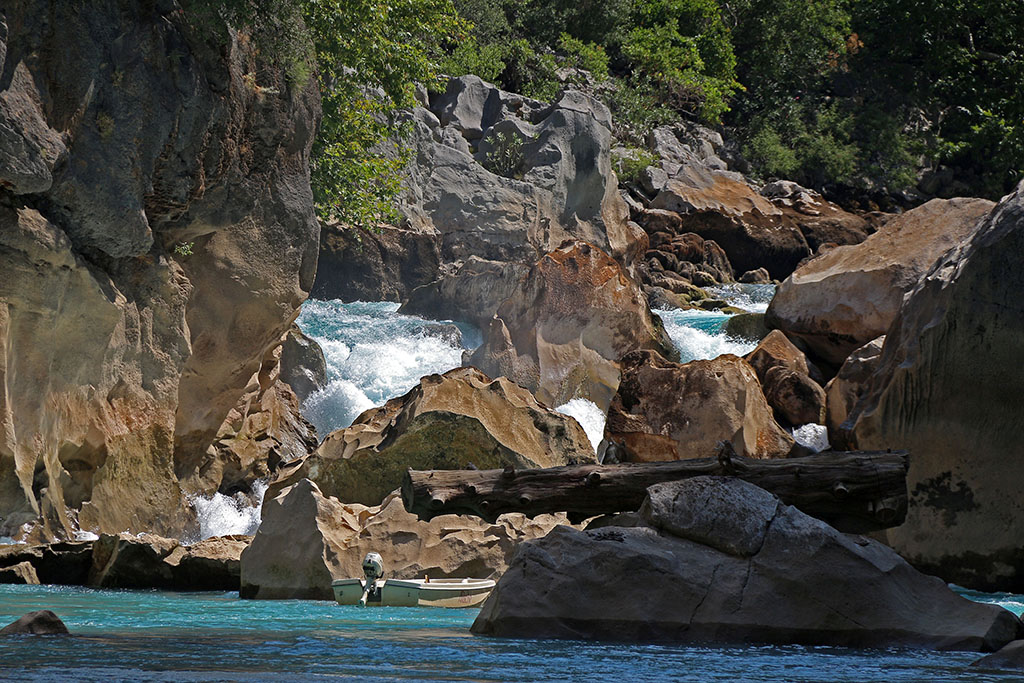
Річка Манавгат впадає у водосховище Оймапінар
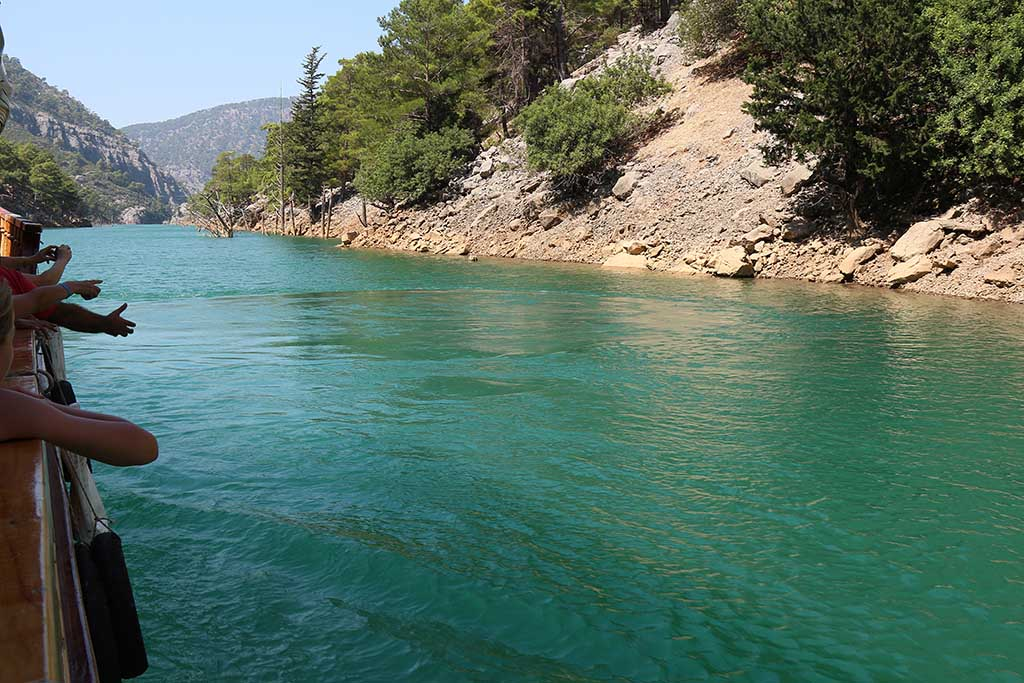
Джерело на водосховищі Оймапінар